# Tribonema
Tribonema ist eine Algen-Gattung aus der Klasse der Gelbgrünen Algen (Xanthophyceae).

## Beschreibung
Tribonema bildet unverzweigte Fäden mit einem Durchmesser von 1,5 bis 35 µm, die aus zylindrischen Zellen bestehen. Ihr Zellkern liegt in der Mitte, in der Peripherie befinden sich meist zahlreiche grüne Plastiden ohne Pyrenoiden. Reservekohlenhydrate werden außerhalb der Plastiden im Zellplasma abgelagert; es findet keine Stärkebildung statt. Die Zellwände bestehen aus zwei H-förmigen Hälften, die an den Fadenenden als offene Halbzylinder zu sehen sind.

## Fortpflanzung
Die ungeschlechtliche Vermehrung erfolgt durch die Bildung von Zoosporen, die zwei ungleiche Geißeln tragen. Zur Freisetzung der Zoosporen klappen die beiden Zellhälften auseinander und der Faden zerfällt in zwei Teilfäden mit endständigen offenen Halbzylindern.
Geschlechtliche Fortpflanzung ist nicht bekannt.

## Verbreitung
Tribonema lebt in stehenden, seltener fließenden Gewässern, oft auch in Mooren; Tribonema viride ist auch in feuchter Erde zu finden.

## Arten (Auswahl)
- Tribonema elegans
- Tribonema minus
- Tribonema monochloron
- Tribonema viride
- Tribonema vulgare